# Выборы в Областную думу Свердловской области (2006)
Ротационные выборы в Законодательное собрание Свердловской области IV-го созыва прошли 8 октября 2006 года по пропорциональной избирательной системе, в рамках чего была переизбрана половина депутатского состава Областной думы — 14 из 28 человек, а также была произведена попытка переизбрания одного депутата Палаты Представителей по Верх-Исетскому одномандатному избирательному округу №4.
Выборы проходили при самой низкой явке избирателей за всю историю области из-за Пенсионной забастовки, объявленной Антоном Баковым. После этих исторических выборов порог явки был отменен федеральным законом.

## Избирательная кампания

### Участники
| Номер в бюллетене | Партия                        | Общая часть списка от 1 до 3 кандидатов                     | Кандидатов в списке | Статус списка   |
| ----------------- | ----------------------------- | ----------------------------------------------------------- | ------------------- | --------------- |
| 1                 | КПРФ                          | Владимир Краснолобов, Людмила Журавлёва, Дмитрий Шадрин     | ??                  | зарегистрирован |
| 2                 | Единая Россия                 | Эдуард Россель, Николай Малых, Сергей Чепиков               | ??                  | зарегистрирован |
| 3                 | ЛДПР                          | Владимир Таскаев, Эдуард Маркин, Кирилл Баранов             | ??                  | зарегистрирован |
| 4                 | РПЖ                           | Евгений Ройзман, Александр Новиков, Ринат Садриев           | ??                  | зарегистрирован |
| 5                 | Российская партия пенсионеров | Евгений Артюх, Виктор Коньков, Дмитрий Вершинин             | ??                  | зарегистрирован |
| 6                 | Родина                        | Евгений Зяблицев, Валентин Варенников, Галина Медведева     | ??                  | зарегистрирован |
| 7                 | Народная воля                 | Сергей Бабурин, Перский Георгий Михайлович, Галина Турилова | ??                  | зарегистрирован |
| 8                 | Патриоты России               | Борис Змеев, Пётр Софронов, Александр Сапожников            | ??                  | зарегистрирован |
| 9                 | Свободная Россия              | Александр Рявкин, Сергей Исаев, Анжела Матросова            | ??                  | зарегистрирован |
| 10                | Яблоко                        | Мария Дронова, Константин Карякин, Василий Неустроев        | ??                  | зарегистрирован |

Самыми запоминающимися событиями выборов стали снятие с выборов, а потом восстановление партии РПЖ, драка в прямом эфире на радио лидеров предвыборных списков РПЖ и "Родины" — Евгения Ройзмана и Евгения Зяблицева, а также Пенсионная забастовка, т. е. призыв к бойкоту выборов пенсионерами, которую объявил Антон Баков.

## Ход выборов
- 8 октября 2006 года в 8 часов утра в области открыты все избирательные участки. Никаких происшествий не выявлено.
- По состоянию на 10 часов явка избирателей составила 2,66%.
- По состоянию на 12 часов явка избирателей составила 8,81%.
- По состоянию на 14 часов проголосовало 15.42% избирателей.
- По состоянию на 16 часов проголосовало 19.97% избирателей.
- По состоянию на 18 часов проголосовало 23.71% избирателей.
- По состоянию на 19 часов 30 минут проголосовало 26.6% избирателей. Выборы состоялись, порог явки - 25% - пройден.
- Окончательная явка избирателей составила 27,91%.

## Результаты выборов

### Нижняя палата
| Областная дума Свердловской области ЗакСо IV-го созыва         |                                              |                |                |                |       |          |       |       |
| Партия                                                         | Партия                                       | Кандидатов     | Голоса         | Голоса         | Места | Места    | Места | Места |
| Партия                                                         | Партия                                       | Кандидатов     | No.            | %              | До    | Выиграно | После | +/–   |
|                                                                | Единая Россия                                | ??             | 389 676        | 40,54          | ~19   | 7        | 15    | ▼-4   |
|                                                                | Партия пенсионеров                           | ??             | 180 206        | 18,75          | 1     | 4        | 4     | ▲+3   |
|                                                                | Российская партия жизни                      | ??             | 110 678        | 11,51          | 0     | 2        | 2     | ▲+2   |
|                                                                | Коммунистическая партия Российской Федерации | ??             | 69 836         | 7,27           | 4     | 1        | 3     | ▼-1   |
| Партии, оставшиеся после ротации 1/2 нижней палаты ЗакСобрания |                                              |                |                |                |       |          |       |       |
|                                                                | Союз бюджетников Урала                       | Не участвовала | Не участвовала | Не участвовала | 0     | 0        | 1     | ▬     |
|                                                                | Партия возрождения России                    | Не участвовала | Не участвовала | Не участвовала | 0     | 0        | 1     | ▬     |
| Партии, не прошедшие семипроцентный барьер                     |                                              |                |                |                |       |          |       |       |
|                                                                | Либерально-демократическая партия России     | ??             | 52 970         | 5,51           | 2     | 0        | 2     | ▬     |
|                                                                | Свободная Россия                             | ??             | 30 735         | 3,20           | 0     | 0        | 0     | новая |
|                                                                | РДП «Яблоко»                                 | ??             | 23 734         | 2,47           | 0     | 0        | 0     | новая |
|                                                                | Родина                                       | ??             | 22 956         | 2,39           | 0     | 0        | 0     | ▬     |
|                                                                | Патриоты России                              | ??             | 10 521         | 1,09           | 0     | 0        | 0     | новая |
|                                                                | Народная воля                                | ??             | 3 013          | 0,31           | 0     | 0        | 0     | новая |
| Всего                                                          | Всего                                        | Всего          | ??             | 100,00         | 28    | 28       | 28    | ▬     |

Сразу же после выборов кандидаты в депутаты Эдуард Россель, Николай Малых, Сергей Чепиков (все - Единая Россия), Евгений Ройзман, Александр Новиков (оба - РПЖ) отказались от своих мандатов. Таким образом, новыми депутатами Областной думы Свердловской области стали:
- Мальцев, Анатолий Федорович (Единая Россия)
- Смирнов, Виталий Николаевич (Единая Россия)
- Нисковских Дмитрий Андреевич (Единая Россия)
- Лазарев, Сергей Михайлович (Единая Россия)
- Талашкина, Евгения Викторовна (Единая Россия)
- Русинов, Владимир Иванович (Единая Россия)
- Чечунова, Елена Валерьевна (Единая Россия)
- Артюх, Евгений Петрович (РПП)
- Коньков, Владимир Андреевич (РПП)
- Вершинин, Дмитрий Федорович (РПП)
- Тер-Терьян, Татьяна Николаевна (РПП)
- Садриев, Ринат Риватьевич (РПЖ)
- Уткин, Дмитрий Владимирович (РПЖ)
- Краснолобов, Владимир Павлович (КПРФ)

### Довыборы в палату представителей
Предварительные результаты на сайте Облизбиркома не публиковались по крайней мере до 12 октября 2006 года.
Выборы не состоялись. Приняли участие в выборах только 23.82% избирателей, что меньше 25% порога явки, при котором выборы считаются состоявшимися.
| Кандидат                      | Число голосов | %      |
| ----------------------------- | ------------- | ------ |
| Климин, Владимир Григорьевич  | 13,452        | 38.76% |
| Новиков, Александр Васильевич | 7,911         | 22.79% |
| Ланцов, Сергей Константинович | 2,790         | 8.04%  |
| Боровик, Евгений Михайлович   | 2,409         | 6.94%  |
| Мелехин, Валерий Иванович     | 1,479         | 4.26%  |
| Дунаев, Борис Михайлович      | 991           | 2.86%  |
| Против всех кандидатов        | 4,858         | 13.99% |